# Conférence de Kampala de révision du Statut de Rome
Une conférence de révision du Statut de Rome s'est tenue du 31 mai au 11 juin 2010, à Kampala, en Ouganda pour examiner les amendements au Statut de Rome de la Cour pénale internationale. Le Statut de Rome, signé en 1998 et entrée en vigueur en 2002 a établi la Cour pénale internationale en tant que juridiction permanente chargée de poursuivre les personnes accusées des crimes les plus graves de portée internationale, et a prévu qu'une conférence de révision se tiendrait sept ans après son entrée en vigueur.

## Portée
Le Statut de Rome faisait spécifiquement référence à la révision de la liste et de la définition des crimes relevant de la compétence de la Cour à son article 127 qui faisait obligation d'organiser une telle conférence sept années après l'entrée en vigueur du Statut. La résolution finale adoptée lors de la signature du Statut de Rome recommandait spécifiquement que la Cour réexamine la possibilité d'inclure le trafic de drogue et le terrorisme dans la liste des crimes, et qu'elle s'accorde également sur une définition des crimes d'agression afin que la Cour puisse exercer sa compétence sur ce crime,.
Deux amendements au Statut de Rome ont été adoptés. Le premier est d’étendre la compétence de la Cour à certains crimes de guerre commis dans des conflits non internationaux pour lesquels elle avait déjà compétence s’ils étaient commis dans des conflits internationaux. La deuxième définit le crime d’agression et établit les conditions pour que la compétence de la Cour soit effective.
La disposition transitoire de l’article 124 concernant la possibilité de ne pas reconnaître les crimes de guerre pendant sept ans à compter de l'entrée en vigueur du Statut pour l'État partie, a également été discutée lors de la conférence de révision, mais il a été décidé de la conserver pour le moment.
Il y a eu un certain désaccord sur la question de savoir si l'amendement relatif à la définition du crime d'agression devait être ratifié par sept huitièmes des États parties (comme le ferait un changement des dispositions institutionnelles) pour entrer en vigueur ou s'il n'entrerai en vigueur que pour les pays qui l'ont ratifié (comme le ferait un changement des dispositions relatives au crime et comme le dit l'amendement lui-même). C'est cette dernière position a prévalu, le Conseil de sécurité des Nations Unies peut également déférer à la Cour une situation concernant un crime d’agression prétendument commis par un ressortissant d’un État non partie au Statut.

## Propositions

### Assemblée générale
En novembre 2009, l'Afrique du Sud a présenté une proposition à l’Assemblée des États parties aux Statut de Rome selon laquelle le pouvoir du Conseil de sécurité de l’ONU de déférer une situation à la Cour devrait également être accordé à l’Assemblée générale de l’ONU. Cette décision faisait suite à la tentative infructueuse de l'Union africaine de déférer la situation au Darfour.

### Trafic de drogue
En septembre 2007, Trinité-et-Tobago a spécifiquement demandé que le trafic de drogue soit inclus dans la liste des crimes.

### Ciblage des journalistes
La chaîne de télévision britannique ITN a écrit au gouvernement britannique en 2007 pour lui demander de soutenir un amendement à la définition des crimes de guerre afin d'inclure le ciblage intentionnel des journalistes.